# Portmellon
Portmellon – wieś w Anglii, w Kornwalii. Leży 56 km na wschód od miasta Penzance i 356 km na południowy zachód od Londynu.